# Goon
Goon es una película de comedia canadiense de 2011 dirigida por Michael Dowse, escrita por Jay Baruchel y Evan Goldberg, y protagonizada por Seann William Scott y Liev Schreiber. La trama principal muestra a un hombre extremadamente agradable, pero un poco lerdo que se convierte en el ejecutor de un equipo de la liga menor de hockey sobre hielo.

## Argumento
Doug Glatt (Seann William Scott), un simple guardia de seguridad en un bar en Massachusetts, se siente condenado al ostracismo de su familia judía adoptiva, ya que su padre, el Dr. Glatt (Eugene Levy) y su hermano son los médicos exitosos. Un día asiste a un partido de la liga menor de hockey con su mejor amigo Pat (Jay Baruchel). Pat burla a los visitantes durante una pelea y uno de sus jugadores se sube a la tribuna, llamándolo homosexual. Doug interviene y vence fácilmente el jugador contrario, logrando que el resto de la multitud lo anime. Poco después, Doug recibe una llamada telefónica por parte del entrenador del equipo de su ciudad, que le ofrece un trabajo como guardián.
Mientras tanto, el veterano y el ejecutor del ídolo Doug Ross "The Boss" Rhea (Liev Schreiber) se degrada a las menores tras cumplir una suspensión de 20 juegos por golpear a un oponente en la cabeza, por detrás. Tres años antes, Rhea golpeó, dejando conmocionado, al habilidoso Xavier Laflamme (Marc-André Grondin) que ha tenido problemas para recuperarse de ese incidente, lo que termina estando atrapado en las inferiores y con una mala multitud. Después de ganar el apodo de "El violento", Doug es llamado a Canadá y contratado por el equipo de Laflamme, los Highlanders de Halifax, para proteger a Laflamme y ser su compañero de habitación.
Los Highlanders experimentan éxito con Doug como su principal ejecutor, y rápidamente gana popularidad entre los aficionados y compañeros de equipo para disgusto de sus padres y Laflamme, sobre todo después de perder tiempo en el hielo y el suplente-capitanía a Doug. Doug se enamora de Eva (Alison Pill), una "puck bunny" fan de hockey con una predilección por los jugadores.
Con 4 partidos por jugar en su horario, los Highlanders necesitan dos victorias para asegurar un lugar en los playoffs. En un partido fuera de casa en Quebec, después de que un jugador contrario conmociona a Laflamme con un golpe pesado, Doug golpea salvajemente al jugador dejándolo inconsciente y lo suspenden para el siguiente partido contra Rhea y los Shamrocks de St. John. Doug encuentra a Rhea en un restaurante, donde Rhea desestima la reclamación de Doug de que él es un jugador de hockey, llamándolo un matón. Aunque Rhea reconoce la destreza física de Doug y le da sus respetos, Rhea le advierte que si alguna vez se encuentran en el hielo, él no tendrá piedad. Los Highlanders, con Doug suspendido y Laflamme hospitalizado, pierden ante los Shamrocks.
Doug alcanza a Laflamme, y le promete que siempre le cubrirá la espalda en el hielo. En su próximo partido, los Highlanders ganan 1-0 gracias a un renovado trabajo en equipo entre Doug y Laflamme. En los últimos segundos, Doug bloquea una Slapshot con la cara y se lesiona el tobillo en la lucha que siguió. Los Highlanders ganan, pero necesitan una victoria contra Rhea y los Shamrocks en su último partido por un lugar en los playoffs.
Después de dos períodos, los Shamrocks están venciendo a los Highlanders 2-0. Rhea y Doug tiran los guantes en el tercer período, y reparten y reciben castigos físicos durante la pelea. Doug es derribado primero, pero Rhea mira a los jueces de línea y los convence de dejarlos pelear. Doug logra romper la nariz de Rhea, pero se rompe el tobillo, lesionado previamente, en el proceso. Doug logra dar un paso atrás y golpea a Rhea con un gancho de izquierda. Eva y sus compañeros ayudan a un gravemente herido Doug a salir fuera de la pista y Laflamme, inspirado por los esfuerzos de Doug y la derrota de Rhea, anota un triplete natural para llevar a los Highlanders a una victoria de 3-2 y un lugar en los playoffs. Mientras era consolado por Eva en el vestuario, Doug victoriosamente comenta: "Creo que lo clavé", en referencia a Rhea.

## Reparto
- Seann William Scott como Doug Glatt.
- Liev Schreiber como Ross "The Boss" Rhea.
- Jay Baruchel como Pat.
- Jonathan Cherry como Goalie Marco "Belchie" Belchior.
- Marc-André Grondin como Xavier Laflamme.
- Alison Pill como Eva.
- Eugene Levy como Dr. Glatt
- David Paetkau como Ira Glatt.
- Kim Coates como Entrenador Ronnie Hortense.
- Ricky Mabe como John Stevenson.
- David Lawrence como Richard.
- Ellen David como Mrs. Glatt
- Geoff Banjavich como Brandon.
- Robb Wells, John Paul Tremblay, y Mike Smith de Trailer Park Boys hacen un cameo como el equipo de producción de Pat.
- Nicholas Campbell como Rollie Hortense.
- Richard Clarkin como el capitán de los Highlanders, Gord Ogilvey.
- Karl Graboshas como Oleg.
- George Tchortov como Evgeni.
- Georges Laraque como Huntington.